# Moussa Djenepo
Moussa Djenepo (ur. 15 czerwca 1998 w Bamako) – malijski piłkarz występujący na pozycji pomocnika w Standardzie Liège oraz w reprezentacji Mali.